# Gardna Wielka
Gardna Wielka (deutsch Groß Garde, kaschubisch Garnô, auch Wiôlgô Garnô, slowinz. Vjélgå Garnåu) ist ein Dorf in der polnischen Woiwodschaft Pommern. Es gehört zur Gmina Smołdzino (Schmolsin) im Powiat Słupski (Stolper Kreis).

## Geographische Lage
Das Kirchdorf liegt in Hinterpommern, am Südufer des Garder Sees, eines der größten Strandseen in Pommern, etwa 25 Kilometer nordnordöstlich der Kreisstadt Stolp. Der Höhenzug, auf dem das Dorf liegt, gilt als Zwischenendmoräne, die unmittelbar bis an den See heranragt.

## Geschichte

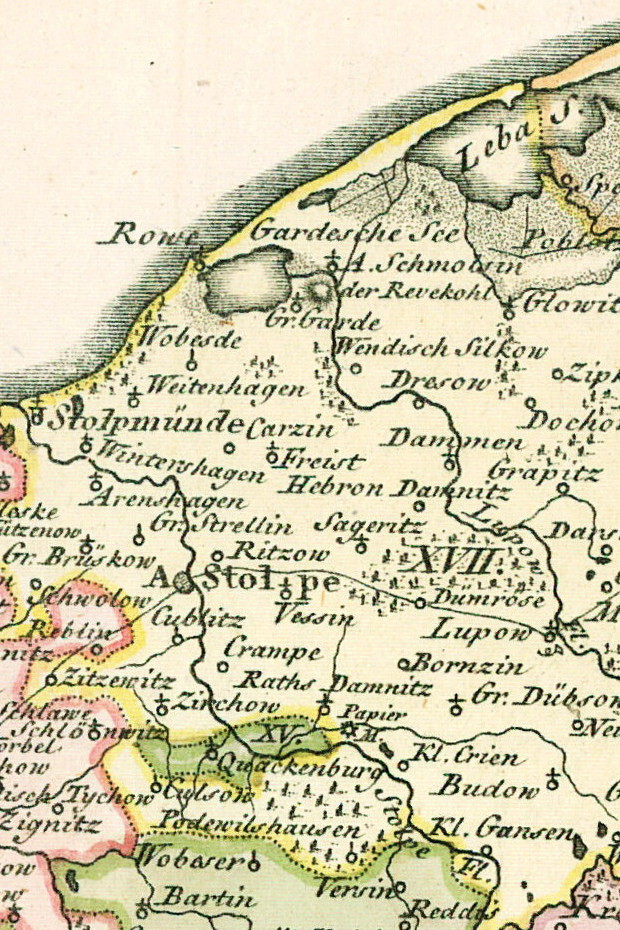
Groß Garde (Gr. Garde), Kirchdorf, am Garder See, nordnordöstlich der Stadt Stolp (früher Stolpe geschrieben) und nordöstlich von Stolpmünde, auf einer Landkarte von 1794.

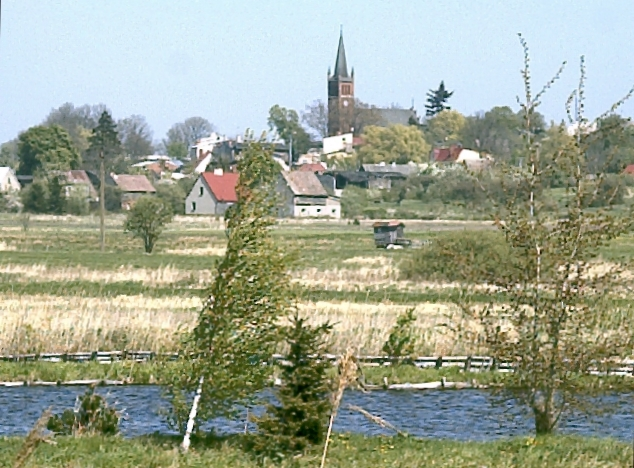
Ortsansicht (2007)

Groß Garde ist aus den Dörfern Garde und Kerske (oder Kierske) hervorgegangen. Der westliche Teil des Dorfs hieß Garde, der östliche Kerske. Garde, früher Gardna, ein altes Kirchdorf, wird bereits in einer Urkunde aus dem Jahr 1284 erwähnt, mit der Herzog Mestwin II. die Schenkungen seines Vaters Swantopolk II. für die St.-Stanislaus-Kirche zu Garde bestätigte.
Um 1782 gab es im Kirchdorf  Groß Garde einen Prediger, einen Organisten, einige Fischer sowie  Handwerker und Tagelöhner.  Zusammen mit Kerske hatte die Ortschaft  70 Einwohner, die in 48 Haushaltungen lebten. Die Bewohner waren ursprünglich zum größten Teil evangelische Kaschuben, bzw. Slowinzen. Bis 1827 wurde noch in Kaschubisch gepredigt und unterrichtet, und nur allmählich vollzog sich der Übergang zur deutschen Sprache. Im Jahre 1905 jedoch gab es niemand mehr, der Kaschubisch sprach. Das kleine Fischerdorf war ganz deutsch geworden.
Um 1935 gab es in Groß Garde unter anderem drei Gasthöfe, eine Niederlassung der Spar- und Darlehnskasse, fünf Gemischtwarenläden, eine Molkerei, eine Kalksandsteinfabrik, zwei Viehhandlungen sowie eine Reihe von Handwerksbetrieben und Dienstleistern.
Im Jahre 1925 zählte Groß Garde 1295 Einwohner, die in 243 Wohnhäusern lebten. Die Bevölkerungszahl  betrug 1933 noch 1290 und stieg bis 1939 auf 1309.

Gebäude und Orte im Dorf
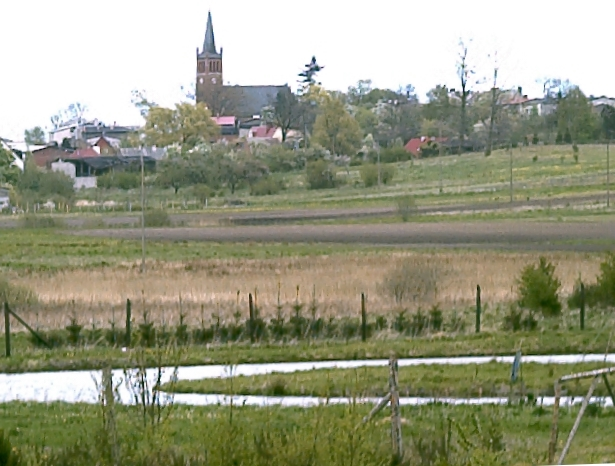
Dorfkern (2007), aus südwestlicher Richtung gesehen (2007)
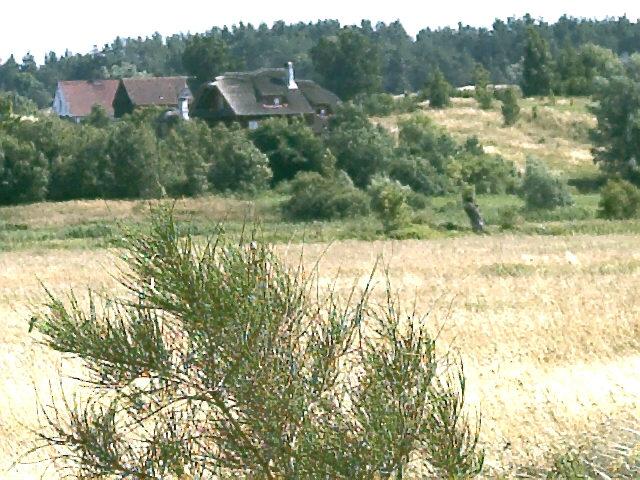
Häuser außerhalb des Dorfkerns (2006)
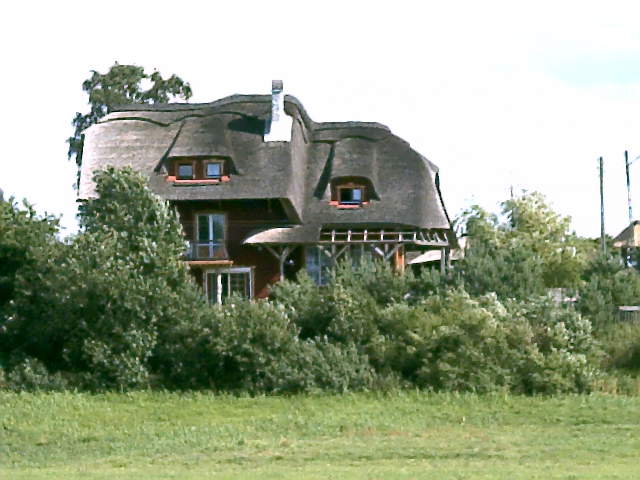
Wohnhaus (2005)
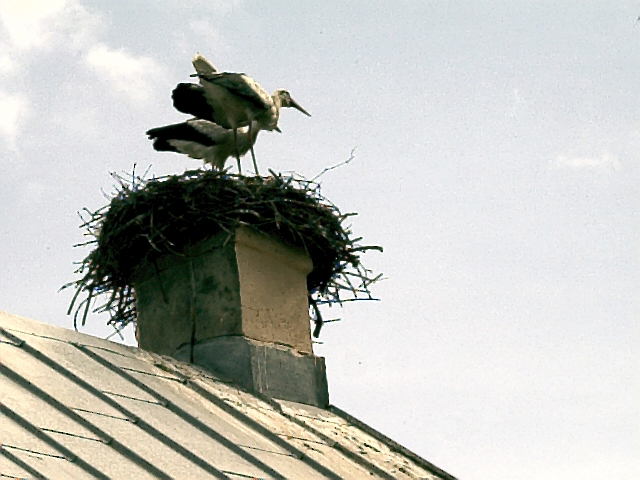
Dach mit Storchennest (2008)

Bis 1945 gehörte Groß Garde zum Landkreis Stolp im Regierungsbezirk Köslin der Provinz Pommern. Das zuständige Amtsgericht war das in Stolp.
Gegen Ende des Zweiten Weltkriegs wurde Groß Garde am 9. März 1945 von der Roten Armee besetzt. Nach Beendigung der Kampfhandlungen wurde die Region zusammen mit ganz Hinterpommern seitens der sowjetischen Besatzungsmacht der Volksrepublik Polen zur Verwaltung überlassen. Im September 1945 kamen Polen nach Groß Garde und verdrängten die einheimischen Dorfbewohner aus ihren Häusern und Wohnungen. Groß Garde wurde unter der polonisierten Ortsbezeichnung ‚Gardna Wielka‘ verwaltet. Die Dorfbewohner wurden dann von der polnischen Administration in mehreren Etappen, die bis 1947 andauerten,  aus Groß Garde vertrieben.
Später wurden in der Bundesrepublik Deutschland 617 und in der DDR 372 aus Groß Garde vertriebene Dorfbewohner ermittelt.
Seit 1945 unter polnischer Administration, war der Ort bis 1954 selbständige Gemeinde und ist seither ein Ortsteil der Landgemeinde Smołdzino im Powiat Słupski der Woiwodschaft Pommern (1975 bis 1998 Woiwodschaft Słupsk). Hier wohnen jetzt 800 Menschen.

## Kirche

### Dorfkirche

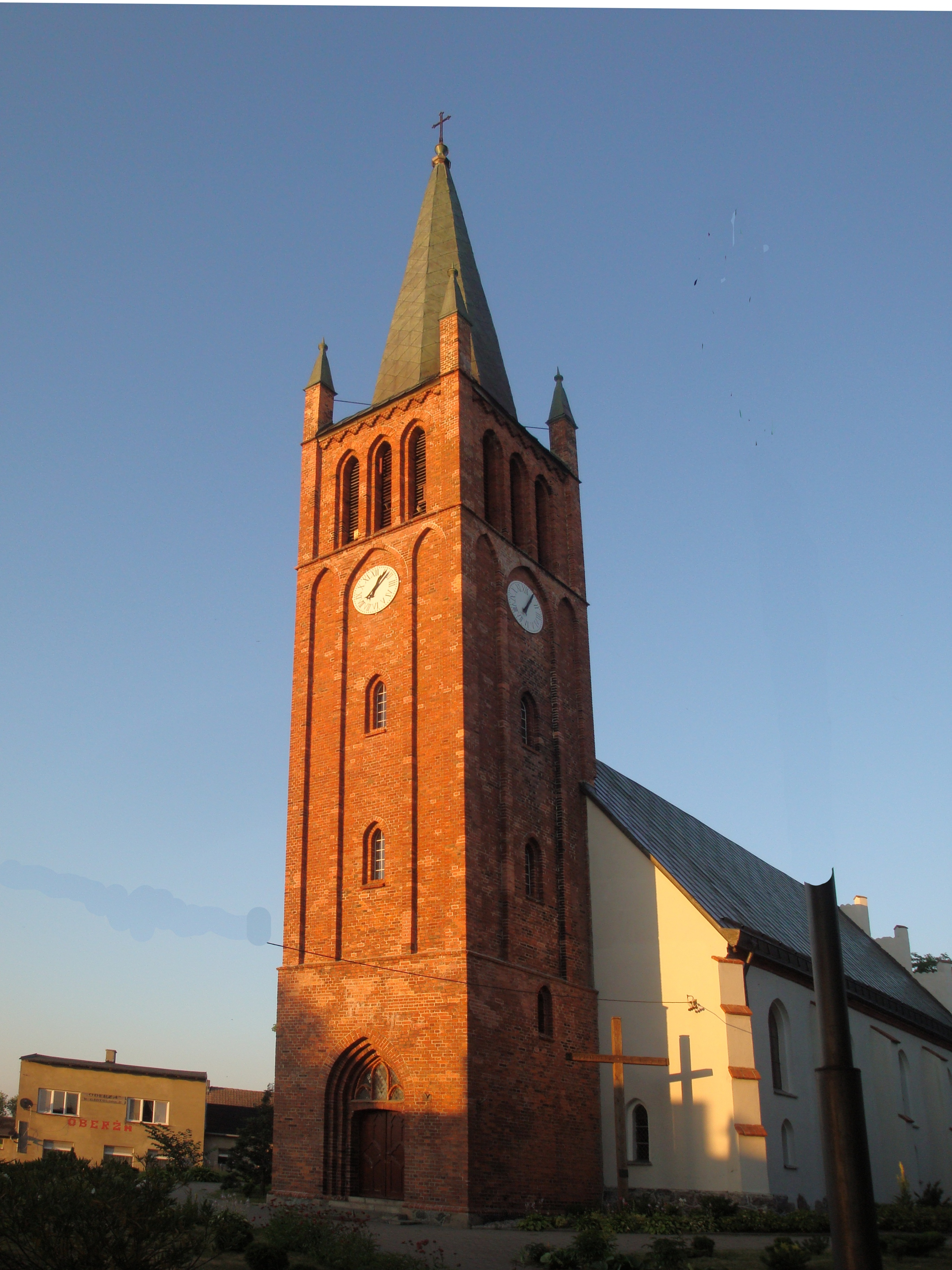
Dorfkirche (2010), bis 1945 Gotteshaus der evangelischen Gemeinde Groß Garde

Die neugotische Kirche stammt aus dem 15. Jahrhundert und steht an der Stelle eines älteren Gotteshauses aus dem 13. Jahrhundert. 1282 bis 1290 wird Themo als Pfarrer in Garde genannt.  Im 17. Jahrhundert und im Jahre 1842 ist sie umgebaut worden.
Die evangelische Dorfkirche wurde 1945 von der polnischen Administration zugunsten der polnischen katholischen Kirche zwangsenteignet und vom polnischen katholischen Klerus ‚neu geweiht‘.

### Kirchengemeinde
Bis 1945 war der größte Teil der Bevölkerung evangelischer Konfession. Groß Garde war Kirchdorf und Pfarrort auch für die Kirchengemeinde Gambin. Eingepfarrt waren ferner die Dörfer Dominke, Klein Garde,  Kuhnhof,  Lankwitz,  Rotten,  Stojentin, Wendisch Buckow (1939–45 Buchenstein),  Wittbeck,  Wittstock und Wusseken.
Das Pfarrhaus in Groß Garde brannte zweimal ab: 1692 und am 27. November 1772. Jedes Mal gingen wertvolle Kirchenakten und Dokumente verloren.
Das Kirchspiel Groß Garde gehörte vor 1945 zum Kirchenkreis Stolp-Altstadt im Ostsprengel der Kirchenprovinz Pommern der Kirche der Altpreußischen Union. 1940 zählte es 2703 Gemeindeglieder. Der Bestand an Kirchenbüchern reichte bis 1700 zurück.

### Polnisches Kirchspiel seit 1945
Die seit 1945 und Vertreibung der einheimischen Dorfbewohner anwesende polnische Einwohnerschaft ist überwiegend katholisch. Das Dorf ist als Pfarrort in das Dekanat Główczyce im Bistum Pelplin der Katholischen Kirche in Polen eingegliedert. 
Hier lebende evangelische polnische Kirchenglieder gehören zum Pfarramt der Kreuzkirche in Stolp, von dem aus Gardna Wielka als eigener Gottesdienststandort (Kapelle in der ul. Pomorska 2) betreut wird. Es gehört zur Diözese Pommern-Großpolen der Evangelisch-Augsburgischen Kirche in Polen.

### Pfarrer bis 1945
Seit der Reformation und bis zum Ende des Zweiten Weltkrieges amtierten in Groß Garde 19 evangelische Geistliche:
1. Michael Quandt, 1560–1564
2. Johann Blasänius, seit 1570
3. Paul Starost, bis 1644
4. Christoph Vizichius, 1644–1668
5. Michael Vizichius (Sohn von 4.), 1668–1707
6. Michael Henning, 1707–1719
7. David Gulich, 1720–1751
8. Paul Kaspar Starkow, 1752–1765
9. Samuel Andreas Kummer, 1766–1808
10. August Theodor Kummer (Sohn von 9.), 1808–1836
11. Ernst Johann Heinrich Haefner, 1837–1844
12. Georg Albrecht Theodor Müller, 1845–1858
13. Johann Friedrich Reinhold Franz, 1858–1876
14. Theodor Ernst Wilhelm Uebe, 1877–1887
15. Johannes Gottlieb Goercke, 1887–1903
16. Karl Ludwig Samuel Aribert Moehr, 1904–1911
17. Albert August Hermann Müller, 1911–1921
18. Siegfried Nobiling, 1921–1928
19. Wilhelm Kypke, 1929–1945

## Verkehr
Gardna Wielka ist über eine Nebenstraße zu erreichen, die bei Lubuczewo (Lüpzow) nördlich von Słupsk von der Woiwodschaftsstraße 203 abzweigt und bis nach Smołdzino führt. Ein Bahnanschluss besteht seit 1945 nicht mehr, seit die Kleinbahnlinie (Stolp–)Gabel (heute polnisch: Komnino)–Schmolsin – mit Halt in Groß Garde – aufgeben werden musste.